# Джулюниця (Русенська область)
Джулю́ниця (болг. Джулюница) — село в Русенській області Болгарії. Входить до складу общини Ценово.

## Населення
За даними перепису населення 2011 року у селі проживали 270 осіб, усі — болгари.
Розподіл населення за віком у 2011 році:
Динаміка населення: